# Characoma ferrigrisea
Characoma ferrigrisea är en fjärilsart som beskrevs av George Francis Hampson 1905. Characoma ferrigrisea ingår i släktet Characoma och familjen trågspinnare. Inga underarter finns listade i Catalogue of Life.